# Giasone
Giasone (Jasón) es una ópera o drama musical en tres actos y prólogo, con música del compositor Francesco Cavalli, considerado como uno de los mejores compositores de ópera del barroco medio italiano, es decir, la llamada "ópera veneciana" basado en el libreto de Giacinto Andrea Cicognini (1606-1651), sobre el mito clásico de Jasón y los argonautas, del que hace una revisión radical mediante la mezcla de personajes cómicos y serios.
El estreno de Giasone tuvo lugar en el Teatro San Cassiano de Venecia, el 5 de enero de 1649, a partir del cual tuvieron lugar una veintena de reestrenos y transformaciones. Convirtiéndose en el ejemplo más significativo, así como en el modelo de ópera veneciana de mediados de siglo XVII
De las cuarenta y una óperas de Cavalli, Giasone, fue sin duda la más celebrada, muestra una partitura de gran madurez en la que muestra escenas en las que se alternan arias y recitativos, aunque manteniendo con especial cuidado el matiz que separa ambos estilos. De acuerdo a la tendencia estilística del momento, la acción se llena de escenas cómicas vehiculadas por recitativos a cargo de las nodrizas, los criados y demás personajes humorísticos.

## Reestrenos
Tras el estreno en el Teatro San Cassiano, el 5 de enero de 1649, Giasone fue representado en varias ocasiones. En muchos casos la puesta en escena del Giasone coincide con la apertura o con los primeros años de una actividad teatral regular y estable. Dichos reestrenos tuvieron lugar en: Milán, 1649: Florencia, Lucca y Milán, 1650; Nápoles, 1651; Bolonia, 1651; Piacenza y Palermo, 1655; Liorna, 1656-1657; Vicenza, 1658; Ferrara, 1659; Milán, 1660; Génova, 1661; Ancona, 1665; Venecia, 1666; ¿Brescia, 1667?; Reggio Emilia, 1668; Roma, 1671; Bolonia, 1673; Bérgamo, antes de 1676; Roma, 1678 (representación privada con títeres); Génova, 1681 (con el título Il triunfo d´Amor nelle vendete); ¿Génova, 1685?; Brescia, 1690, como Medea in Colco. 
Esta ópera rara vez se representa en la actualidad; en las estadísticas de Operabase aparece con sólo 5 representaciones en el período 2005-2010.

## Argumento

### Prólogo
Durante un diálogo entre Cupido y Apolo (abuelo de Medea), éste expone que el destino de Jasón es conseguir el Vellocino de Oro y casarse con la reina de la Cólquide, Medea, que colaborará con él en lugar de atender su obligación de proteger el tesoro. A ello se opone Cupido, porque el poder de celebrar bodas le pertenece. De esta forma Apolo se convertirá en defensor del matrimonio con Medea y Cupido del mismo con Hipsípila de Lemnos (la primera esposa de Jasón). El desarrollo de la ópera plantea el enfrentamiento entre los poderes del Destino y el Amor.

### Primer Acto
1-3. En la Cólquide, en un jardín cercano al castillo, Hércules y Besso comparten sus temores de que los amores nocturnos de Jasón con una princesa desconocida hagan que descuide su verdadera misión: robar el Vellocino de oro. Más aún cuando sólo hacía un año que acababa de tener gemelos con Hipsípila.
3. La jardinera Rosmina canta una canción de amor (“Per sanar quest' appettio”).
4-5. Medea, que es la princesa desconocida, expresa su amor por Jasón. Cuando su antiguo pretendiente Egeo llega, ella lo rechaza, abandonándolo para lamentar su tristeza.
6-7. Orestes, enviado por Hipsípila para buscar a Jasón, conoce al enano tartamudo Demo, sirviente de Egeo, del cual trata en vano de conseguir información; entonces los dos se retiran para refrescarse. (Su canción identificativa “Son gobbo, son Demo”, que culmina en un alegre dúo con Orestes, es uno de los puntos culminantes de la ópera.)
8-13. En un aria de dos estrofas, Delfa hace un discurso sobre los problemas de la brevedad de la juventud y las frustraciones de la vejez (“Voli il tempo, se sè”). Seguidamente, ve a Jasón acercarse y se va corriendo para advertir a Medea. Jasón no la reconoce, ya que nunca le ha visto la cara, y le pide ayuda para obtener el Vellocino de oro. Ella lo regaña por haber violado su hospitalidad seduciendo y engendrando gemelos con una noble de la Cólquide (de hecho, ella misma), y le hace prometer casarse con ella. Él está de acuerdo porque está ansioso de conocer la identidad de su amada. Medea inicialmente le gasta la broma de hacer pasar a Delfa como la noble en cuestión, pero finalmente se identifica, para gran alegría de Jasón. Los dos se marchan, dejando a Delfa filosofando en recitativo y aria estrófica (“Troppo soavi i gusti”) sobre la moral de una sociedad en la que las muchachas han de demostrar su capacidad como madres para casarse.
14. Hipsípila sueña con su prometido Jasón, padre de sus dos mellizos. Al despertar, recuerda que ha abandonado su patria, Lemnos, con Orestes y Alinda para buscarlo, y se pregunta cuándo volverá Orestes con noticias.
15. El sortilegio de Medea “Dell’antro magico” invoca a los espíritus del mundo subterráneo para ayudar a Jasón en su busca, y ellos le aseguran el éxito a Medea.

### Segundo Acto
1-2. Mientras continúa esperando el regreso de Orestes con las noticias de Jasón, Hipsípila confía su desesperación a Alinda, quien, en un aria de tres estrofas (“Per prova sè”), le aconseja que encuentre a otro amante. Hipsípila rechaza su consejo y se duerme, con lo cual Orestes, que mientras tanto ha vuelto, canta a su señora dormida con un aria (“Vaghi labri scoloriti”). Medea se despierta presintiendo que Jasón se ha enamorado de otra mujer, y resuelve viajar a la Cólquide para matar a su rival.
3-6. Animado por Medea, que le da un anillo mágico de Vulcano, y acompañado por Besso, Jasón entra en el castillo, vence los monstruos guardianes y captura el Vellocino. Hércules relata que la población se levanta en armas tras la pérdida de su tesoro, e insta a Jasón a escapar a Corinto. Medea insiste en permanecer junto a Jasón, y ambos huyen en el barco de él: la nave Argo.
7. Demo ha oído sus planes e informa a Egeo. Juntos los persiguen en una pequeña embarcación, pero naufragan en medio de una tempestad por intervención de Cupido.
8 (escena perdida). Júpiter, Eolo, Cupido y un coro de vientos están enfadados por el éxito de Jasón, y se unen para sabotearlo con una tormenta.]
9-10. Mientras protagonizan una escena de amor, Orestes y Alinda comentan el estado de desdicha de su ama. Son interrumpidos por Demo, que estaba lavando en la orilla y, aun tartamudeando, consigue contar lo ocurrido. Orestes va a informar a Hipsípila de los últimos acontecimientos.
11-14. La nave Argo arriba al puerto, y Jasón y Medea desembarcan con su séquito y establecen un campamento provisional. Alinda los observa y conoce a Besso, de quien se enamora inmediatamente. Su escena, con sus múltiples juegos de palabras sobre la música, la guerra y el castrado, es una de las más divertidas de la ópera. Orestes vuelve y avisa de la llegada inminente de Hipsípila. Cuando llega Medea y le recuerda sus votos a Jasón, él finge que Hipsípila es una loca que encontró en Lemnos y que cree propios los acontecimientos de vidas ajenas, y se marcha con Medea, abandonando a Hipsípila, que exige venganza.

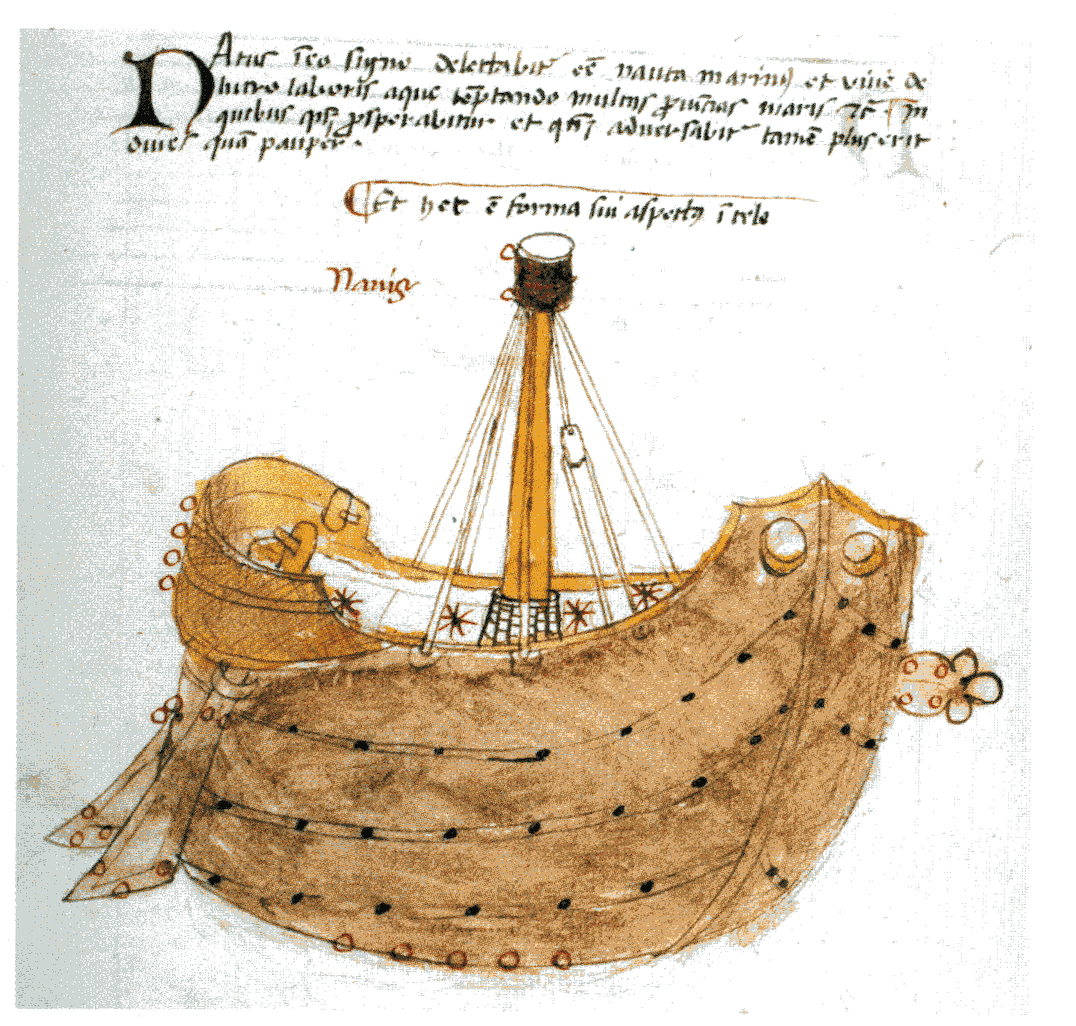
Esquema de la nave Argo. Manuscrito astrológico de Blasium de Parma,.

### Tercer Acto
1-5. Orestes y Delfa comparan las historias de sus respectivas patronas y encuentran que tanto una como otra están enamoradas de Jasón y han tenido mellizos. Jasón y Medea, mientras tanto, cantan una bonita nana a dúo antes de dormirse en el bosque (“Dormi, dormi”). Orestes la oye por casualidad y adelanta lascivamente en un aria (“No è la più bel piacer”) lo que pasará después. Hipsípila encuentra fortuitamente a la pareja dormida y despierta a Jasón, que promete volver con ella si se marcha sin molestar a Medea, pero ésta ha oído la conversación y consigue que Jasón prometa matar a Hipsípila. Para hacerlo con facilidad, Jasón le dice a Hipsípila que debe encontrarse de noche con Besso en el cercano valle de Orseno y preguntarle si “las órdenes de Jasón han sido realizadas”, y que esa pregunta es la contraseña que va a proporcionarle una audiencia con él. A Besso, por otro lado, le manda responder a esa pregunta tirando al mar a quien se la haga.
6. Egeo llega al puerto y se encuentra con Demo, que piensa al principio que está viendo el fantasma de su amo; los dos se marchan juntos.
7-8. Hipsípila, regocijándose con la perspectiva de reunirse con Jasón, se dispone a ir al encuentro de Besso, pero es retrasada por Orestes, que la conmina a ocuparse de sus niños primero y se marcha para recogerlos.
9-12. Medea, deseando averiguar si su rival ya está muerta, pregunta a Besso si las órdenes de Jasón han sido realizadas; siguiendo sus instrucciones, él la tira al mar. Cuando llega Hipsípila y le hace la misma pregunta, Besso responde con ira “Torna una e Giason di/Ch'io el solo uccido una persona al dì “(“Dile a Jasón que yo sólo mató a una persona al día”), una frase que Cavalli realza poniéndola en un estilo de aria vivaz.
13-15. Egeo llega justo a tiempo para rescatar a Medea, que se estaba ahogando, y le promete vengarla matando a Jasón.
16-21. Jasón, mientras tanto, habiéndole dicho Besso que se ha hecho lo que ha mandado y vencido por el remordimiento de la supuesta muerte de Hipsípila, se duerme. Está a punto de ser apuñalado por Egeo, pero Hipsípila para la cuchillada y Egeo es detenido. Viendo que Hipsípila está viva, Jasón acusa a Besso de no haberle obedecido correctamente, y Besso le dice que ha sido Medea la que ha muerto. Sin embargo, llega entonces Medea, y cuenta que fue salvada por Egeo y que en agradecimiento se casará con él, e insta a Jasón a volver con Hipsípila, que, con un conmovedor lamento (“Infelice, che ascolto”), ahoga las protestas de Jasón. 
Con todas las tensiones resueltas y los respectivos amantes unidos, la ópera acaba con una sucesión de dúos y un cuarteto final.
22 (escena perdida). Júpiter, Cupido, un coro de dioses y Céfiro se regocijan con la victoria de Cupido e Hipsípila.

## Características musicales. Il Giasone como prototipo deóperaVeneciana
A juicio de Ellen Rosand , como ópera, Giasone representa la perfecta simbiosis entre música y drama. Por otro lado en ella comienza a apreciarse una clara separación entre recitativo y aria: Los recitativos quedan reservados principalmente para la acción, mientras que las arias están destinadas a manifestar los momentos de tensión emocional. 
Según Giovanni Mario Crescimbeni en su obra La belleza Della volgar poesía (1700), Il Giasone fue conocido como el drama musical más perfecto de su época. No obstante, esta ópera también fue objeto de crítica por haber abierto la puerta al mundo de los “abusos”, es decir, la mezcla de géneros, el abandono de un lenguaje elegante y puro y la destrucción de la credibilidad dramática mediante la interpolación de arias. 
En todo caso, son precisamente estos recursos (plenamente aceptados y justificados) los que le hacen merecedora de la buena reputación en su época. 
Hay que tener en cuenta que esta ópera puede considerarse uno de los primeros prototipos de formación del canon de la ópera Veneciana, precisamente porque el basarse en un libreto que incluye diversos episodios contrastantes, posibilita la inclusión de los distintos tipos de aria y escenas, que acabaron convirtiéndose en elementos recurrentes de este periodo de la historia de la música.

### Aria cómica
Dentro del contexto de la ópera suelen ser canciones (ej. de cuna) o contienen quejas o consejos a la audiencia o a los personajes. El texto está constituido por dos o más estrofas. Musicalmente se caracteriza por tener melodías silábicas de ámbito reducido, notas repetidas, textura homofónica, y frases cortas. Muchas veces se incluyen pasajes instrumentales para acompañar las situaciones cómicas de la escena.
En Giasone podemos observar estas características en el aria de la nodriza Delfa “È follia” (acto 3 escena 10). También el aria de Delfa al final del primer acto muestra algunas peculiaridades del estilo cómico de Cavalli, como la alternancia entre pasajes silábicos frente a otros exageradamente melismáticos.

### Aria de trompeta
Pudiendo ser cómicas o heroicas, imitan el lenguaje idiomático de la trompeta, con saltos de 5ª, arpegios, predominio de los intervalos diatónicos y ritmos anapestos, propios de las fanfarrias. Aunque en 1649 la trompeta aún no estaba muy asentada como integrante de la orquesta, se usa en el Giasone en dos ocasiones. Ej. “Quanta soldati, ò quanti”, cantada por Alinda en el segundo acto.

### Dúo amoroso
Con la finalidad de unir tanto en la música como en el drama a los amantes, se establece la convención de que cantan el mismo material melódico porque cantan un sentimiento común. Suele marcar el final de una escena. Por ejemplo, la escena 12 del acto 2. Además se consigue una mayor sensación de unidad porque normalmente los dos cantantes son sopranos (el hombre podía ser un castrado).

### Aria de lamento
Aunque en los inicios de la ópera los personajes se lamentaban usando un tipo de recitativo expresivo (Ej. Euridice de Peri o el Orfeo de Monteverdi), este tipo de escenas pasan a ser en Venecia más frecuentes en forma de arias porque permiten el despliegue emocional. Las convenciones alcanzan aquí sobre todo al aspecto armónico, donde lo habitual es que la melodía se construya sobre un bajo ostinato que realiza un tetracordo cromático o diatónico descendente. El modelo en el que se van a mirar todos los lamentos del siglo XVII es el Lamento de la ninfa de Monteverdi (1638), conservado en su octavo libro de madrigales. En Giasone o el lamento de Isifile del Acto 3, “Infelice, che escolto” combina el recitativo expresivo con un pasaje arioso de estas características.

### Escena de sueño
Convención asimilada de la Commedia dell'arte. Facilita cambios en la trama, porque el que duerme es vulnerable de asesinato, rapto, desenmascaramiento, descubrimiento, pérdida del autocontrol y de revelar sus pensamientos más íntimos. Suelen comenzar con canciones de cuna y desarrollar melodías suspendidas, de valores largos y silencios. Il Giasone incorpora cinco escenas de sueño, alguna de las cuales ya ha sido comentada, como “Vaghi labri scoloriti” (Orestes, acto 1 escena 14) donde el sirviente revela sus intenciones amorosas a una dormida Hipsípila, o la escena 17 del tercer acto en la que Jasón cae dormido y está a punto de morir a manos de Egeo.

### Escena de invocación
Consiste en que un personaje, generalmente un hechicero, invoca fuerzas sobrenaturales. Suelen estar acompañadas por efectos visuales y melodías reiteradas con un ritmo ostinato marcado. En el Giasone esta escena es doblemente arquetípica, porque cuando Medea invoca a Vulcano (aria “Dell'antro magico”, Acto 1 escena 15) utiliza un tipo de verso ya empleado para este tipo de situaciones en el teatro hablado: Los conocidos como sdruccioli-frases con el acento en la antepenúltima sílaba- que Cavalli hace coincidir con la rítmica musical, dentro de un cierto estilo coral.

### Aria de locura
Es nuevamente un trasvase de la tradición de la Commedia dell'arte. Tuvo una gran aceptación porque su misma naturaleza permite libertad para expresarse musical y dramáticamente. Dado que el personaje se libera de las restricciones de su comportamiento habitual, permite adoptar una amplia variedad de estilos musicales: rapidez, cambios armónicos bruscos, disonancias y en general toda clase de rupturas de la continuidad del discurso, muy del gusto del público barroco.
En Giasone este arquetipo musical es empleado cuando Jasón trata de convencer a Medea de que Hipsípila está loca y cree equivocadamente que es su esposa (final del acto segundo).

## Ballets en Giasone
Según afirma Kathleen Kuzmick , es altamente probable que en el estreno de Giasone se incluyeran dos diferentes ballets acompañantes en los finales del primer y segundo actos. En los libretos de sus reestrenos en Florencia (1650) y Bolonia(1651) no se menciona la inclusión de danzas, pero de nuevo vuelven a aparecer, justo en los mismos lugares que en el estreno, en el libreto de la representación de Venecia, 1666.

### Partituras
- Giasone — partitura de la edición original en el Proyecto Biblioteca Internacional de Partituras Musicales (IMSLP)
- Giasone Prologue — en IMSLP
- Giasone Act I — en IMSLP
- Giasone Act II — en IMSLP
- Giasone Act III — en IMSLP

### Ejemplos musicales
- Wikimedia Commons alberga una categoría multimedia sobre Giasone.
- Libreto Il Giasone de Cicogninni
- Próximas representaciones de Il Giasone
- Dramma per musica
- Sección de óperas de PianoMundo
- ópera y voces
- Pro ópera
- Web La Opera
- Una noche en la ópera. Foro de ópera para quienes se inician y para expertos
- Excelente para escolares. óperas como cuentos. Archivado el 7 de octubre de 2009 en Wayback Machine.
- Diccionario de la ópera
- ópera para leer
- Kareol: Libretos bilingües de óperas (idioma original - español)
- ópera, siempre. Bitácora sobre actualidad operística y cantantes líricos del pasado

- Datos: Q2245661
- Multimedia: Giasone (Cavalli) / Q2245661